# Salles-Curan (tổng)
Tổng Salles-Curan là một tổng thuộc tỉnh l'Aveyron trong vùng Occitanie.

## Địa lý
Tổng này được tổ chức xung quanh Salles-Curan ở quận Millau. Độ cao khu vực này dao động từ 260 m (Villefranche-de-Panat) đến 1 084 m (Salles-Curan) với độ cao trung bình 813 m.

## Hành chính
| Giai đoạn | Ủy viên           | Đảng | Tư cách                          |
| --------- | ----------------- | ---- | -------------------------------- |
| 2008-2014 | Jean-Louis Grimal | SE   |                                  |
| 2001-2008 | Pierre Raynal     | DL   | Thị trưởng Villefranche-de-Panat |

## Các đơn vị trực thuộc
Tổng Salles-Curan gồm 4 xã với dân số 2 569 người (điều tra dân số năm 1999, dân số không tính trùng)
| Xã                    | Dân số | Mã bưu chính | Mã insee |
| --------------------- | ------ | ------------ | -------- |
| Alrance               | 417    | 12430        | 12006    |
| Salles-Curan          | 1 088  | 12410        | 12253    |
| Villefranche-de-Panat | 762    | 12430        | 12299    |
| Curan                 | 302    | 12410        | 12307    |

## Biến động dân số
| 1962                                                     | 1968  | 1975  | 1982  | 1990  | 1999  |
| -------------------------------------------------------- | ----- | ----- | ----- | ----- | ----- |
| 3 257                                                    | 3 477 | 3 255 | 3 263 | 2 813 | 2 569 |
| Nombre retenu à partir de 1962 : dân số không tính trùng |       |       |       |       |       |